# 芦澤亜希子
芦澤 亜希子（あしざわ あきこ、5月10日 - ）は、日本の女性声優。東京都出身。シグマ・セブン所属。

## 略歴
シグマ・セブン声優養成所【（株）Doa The・声優塾　】卒業。
以前は、Doaプロダクションに所属していた。

## 人物
趣味は海外旅行、ドライブ。特技は歌唱、書道、餃子を包む事。
資格は総合旅行業務取扱管理者、漢字検定2級。

## 出演

### テレビアニメ
- Fate/stay night（2006年、女生徒B）
- 東京マグニチュード8.0（2009年）
- 名探偵コナン（2016年、男子B）

### OVA
- ドグラ・マグラ（2012年、芬芳）

### ドラマCD
- 僕は妹に恋をする
- BL探偵（ナース）
- BL探偵2（植松看護師）

### 吹き替え
海外ドラマ
- グルメ探偵 ネロ・ウルフ

情報番組
- 美の巨人たち（テレビ東京 2015年02月21日放送「アントワープ中央駅」内ミニドラマ・カップルの女性）

### ナレーションなど
- 総合診療医ドクターG（NHK総合テレビジョン）
  - （2010年12月22日）スペシャル版
  - （2011年・2012年・2013年）総合テレビ版(第2シリーズ～第4シリーズ)
- 世界ふれあい街歩き（NHK BSプレミアム）
- 24時間テレビ 「愛は地球を救う」（日本テレビ）
- 行列のできる法律相談所（日本テレビ）
- 実録世界のミステリー（テレビ東京）
- 仲間由紀恵の蒼い地球（テレビ東京）
- 聖徳大学大学紹介（千葉テレビ）
- 性の不思議（ディスカバリーチャンネル）
- 世界の麻薬産業（ナショナルジオグラフィックチャンネル）
- 衝撃の瞬間（ナショナルジオグラフィックチャンネル）
- 水木しげる米寿記念 ゲゲゲ展
- 東京都水道局（水滴君）
- 物流博物館（カーゴ君）

### その他コンテンツ
- 世界の衝撃ストーリー（声の出演）